# Уявне зображення

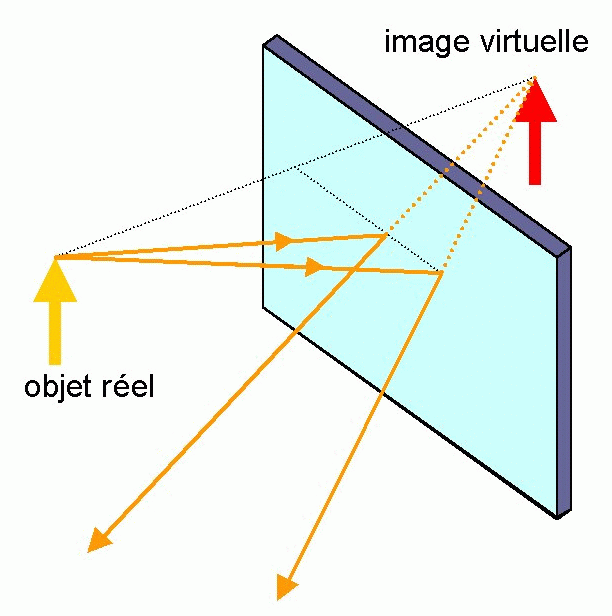
Формування уявного зображення в плоскому дзеркалі

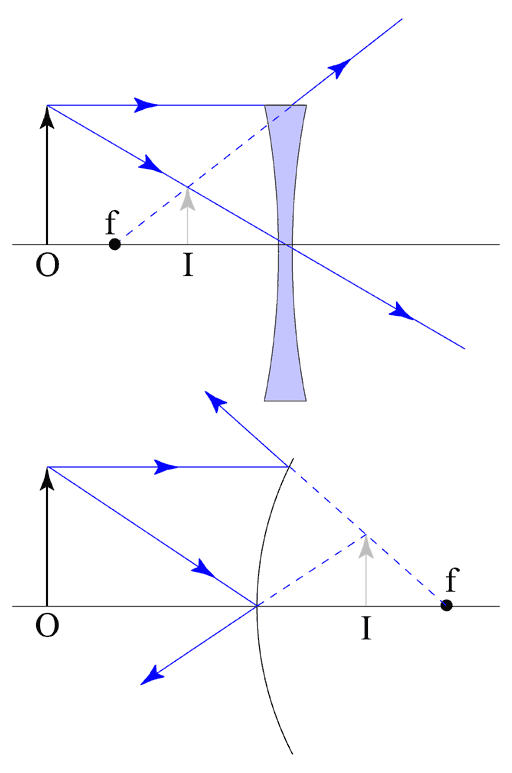
Схема формування уявного зображення (позначено літерою I) предмета (літера О) двоопуклою лінзою та вигнутим дзеркалом

Уявне зображення — оптичне зображення, утворене променями, які насправді не перетинаються, а перетинаються тільки їхні уявні продовження. Протилежний термін — дійсне зображення.
Прикладом уявного зображення є зображення предметів у дзеркалі. У плоскому дзеркалі спостерігач бачить себе наче на віддалі вдвічі більшій, від своєї відстані до дзеркала. Насправді промені світла не проникають за поверхню дзеркала, а відбиваються від неї, і утворене зображення є ілюзією, що виникає, коли мозок людини подовжує сприйняті оком промені.